# Osewo
Osewo (deutsch Wossau) ist ein nicht mehr besiedelter Ort in der polnischen Woiwodschaft Ermland-Masuren. Er liegt in der Gmina Kętrzyn (Landgemeinde Rastenburg) im Powiat Kętrzyński (Kreis Rastenburg).

## Geographische Lage
Osewo liegt in der nördlichen Mitte der Woiwodschaft Ermland-Masuren, zehn Kilometer südöstlich der Kreisstadt Kętrzyn (deutsch Rastenburg).

## Geschichte
Im Jahre 1820 wurde Wossau als „adlig Gut mit 6 Feuerstellen und 53 Seelen“ genannt.
Im Jahre 1874 wurde der Gutsbezirk Wossau in den neu errichteten Amtsbezirk Pohiebels (polnisch Pożarki) im ostpreußischen Kreis Rastenburg eingegliedert. Hatte Wossau im Jahre 1885 noch 81 Einwohner, so sank diese Zahl bis 1910 auf 62.
Am 1. März 1929 kam es zum Zusammenschluss der Gutsbezirke Pohiebels, Queden (polnisch Kwiedzina) – ohne Wilhelmsdorf (Wilamowo) – und Wossau zur neuen Landgemeinde Pohiebels, deren Ortschaft Wossau dann auch bis 1945 blieb.
Aufgrund der Abtretung des gesamten südlichen Ostpreußen an Polen in Kriegsfolge im Jahre 1945 bekam Wossau die polnische Namensform „Osewo“. Der Ort wurde Teil der Landgemeinde Kętrzyn (Rastenburg) im Powiat Kętrzyński (Kreis Rastenburg), von 1975 bis 1998 der Woiwodschaft Olsztyn, seither der Woiwodschaft Ermland-Masuren zugehörig.
Seit Ende des 20. Jahrhunderts ist Osewo nicht mehr bewohnt, auch gibt es dort keine Gebäude mehr. Noch jedoch hat der Ort offiziellen Status und ist in das Schulzenamt (polnisch Sołectwo) Pożarki (Pohiebels)  einbezogen.

## Kirche
Bis 1945 war Wossau in die evangelische Kirche Schwarzstein (polnisch Czerniki) in der Kirchenprovinz Ostpreußen der Kirche der Altpreußischen Union, außerdem in die römisch-katholische St.-Katharinen-Kirche Rastenburg im Bistum Ermland eingepfarrt.
Heute gehört Osewo katholischerseits zu Czerniki mit der Filialkirche zur Pfarrei Karolewo (Karlshof) im Erzbistum Ermland. Evangelischerseits ist der Ort zur Johanneskirche Kętrzyn in der Diözese Masuren der Evangelisch-Augsburgischen Kirche in Polen hin orientiert.

## Verkehr
Osewo liegt östlich der polnischen Woiwodschaftsstraße 592 (einstige deutsche Reichsstraße 135) und ist von Pożarki aus in wenigen Kilometern zu erreichen.
Die nächste Bahnstation ist Martiany (Mertenheim) und liegt an der jetzt erst ab Korsze (Korschen) befahrenen Bahnstrecke Głomno–Białystok.

## Persönlichkeiten

### Aus dem Ort gebürtig
- Julius von Queis (* 22. Januar 1839 in Wossau), preußischer Rittergutsbesitzer und Mitglied des Deutschen Reichstages († 1909)

### Mit dem Ort verbunden
- Ehrhard von Queis (1804–1867), preußischer Rittergutsbesitzer, Verwaltungsjurist und Landrat des Kreises Rastenburg verstarb auf Wossau am 13. August 1867